# Emelie von Walterstorff

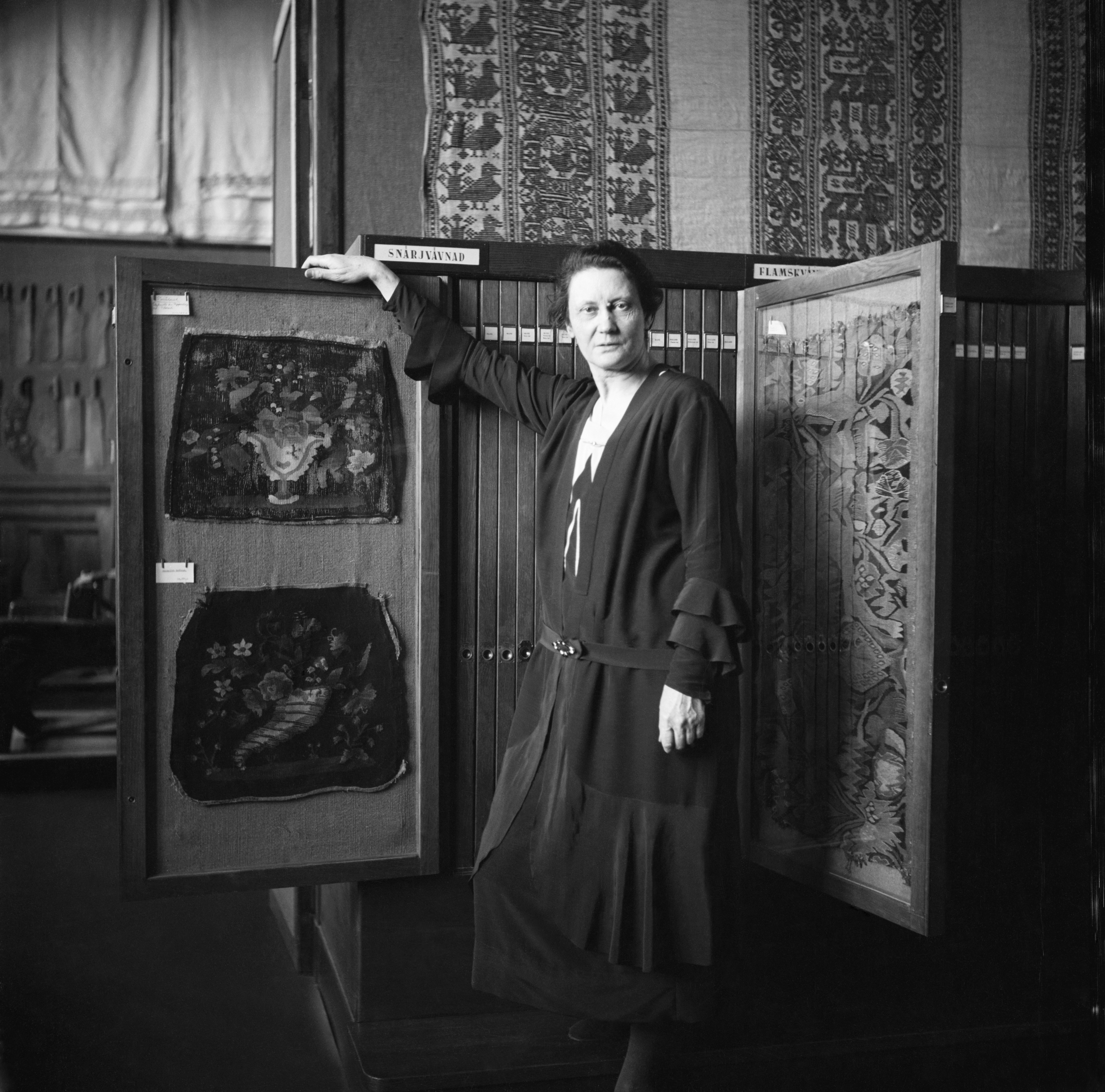
Emelie von Walterstorff i textila studiesamlingen på Nordiska museet.

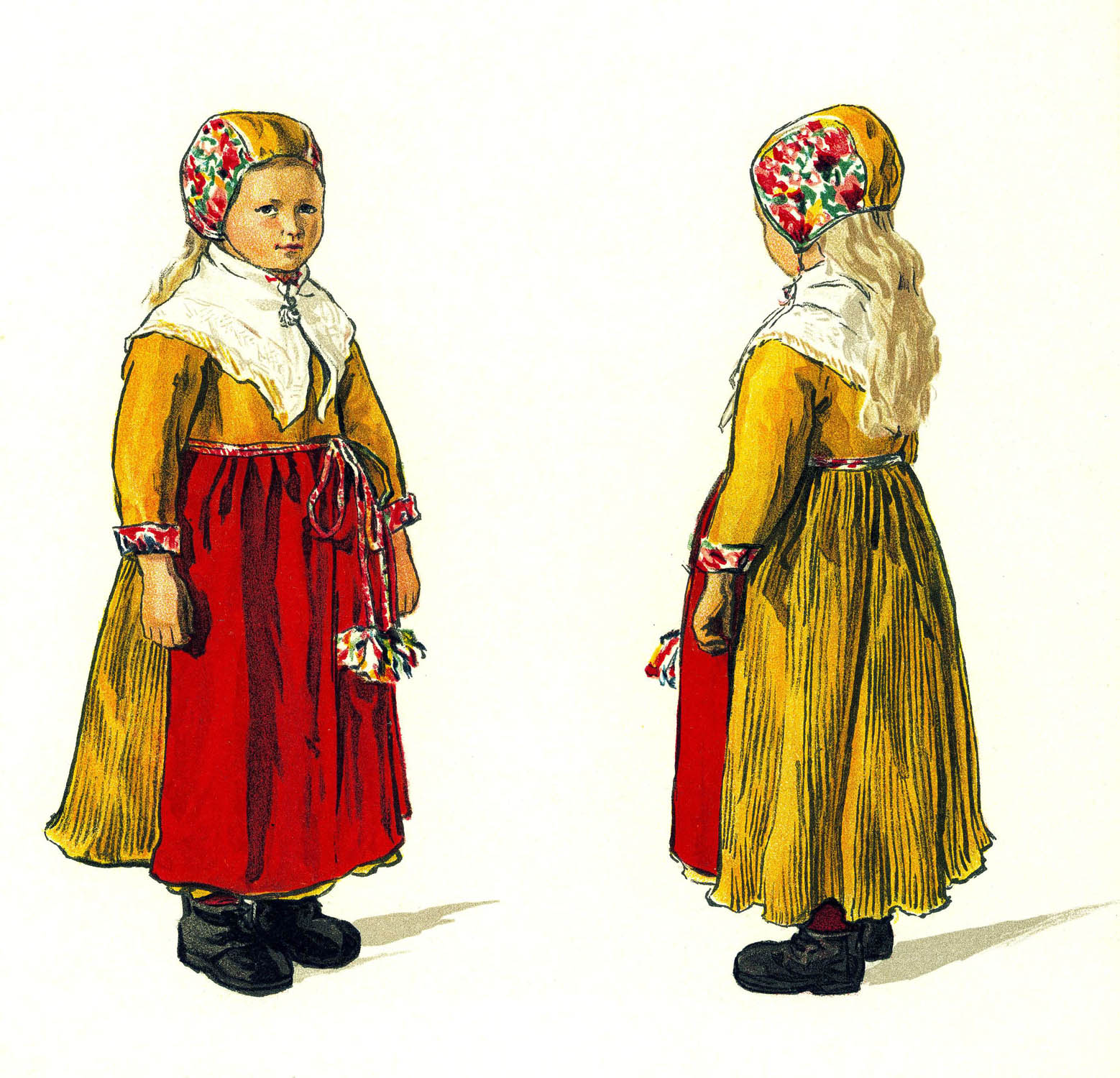
Sommarkolt från Gagnefs socken, teckning av Emelie von Walterstorff

Emelie Wilhelmina von Walterstorff, född 19 oktober 1871 i Klara församling, Stockholm, död 8 mars 1948 i Bromma församling, Stockholm, var en svensk tecknare,  målare, textilforskare och museiman.

## Biografi
Emelie von Walterstorff tillhörde en gammal dansk adelssläkt och var dotter till grosshandlaren Waldemar von Walterstorff och Emilie Olsén. Sin utbildning genomförde hon vid Tekniska skolan i Stockholm 1888–1893. Hon var anställd som tecknare vid Kulturhistoriska museet i Lund 1893–1900 och som lärare vid Tekniska skolan i Lund 1896–1903.  
von Walterstorff började vid Nordiska museet 1903 och hennes anställning var till en början som tecknare. Hon utförde ett stort antal akvareller på katalogkort över folkkonstföremål. I flera böcker medverkade hon med illustrationer, bland annat med färgplanscher på folkdräktsklädda människor i Per Gustaf Wistrands Svenska folkdräkter 1907 och Gerda Cederholms Svenska allmogedräkter 1921. Under mer än ett par årtionden utförde hon åt Gustaf Upmark de teckningar av mästerstämplar till det stora arbetet Guld- och silversmeder i Sverige 1520–1850 (1925).
Ganska tidigt fick von Walterstorff mer ansvar och blev föreståndare för Nordiska museets allmoge textilsamling 1914, men trots detta måste hon behålla titeln amanuens hela livet. Textilt bildverk (1925) är ett resultat av hennes gedigna forskning och innehåller ett fylligt urval ur museets samlingar med reproducerade färgfotografier försedda men sakkunniga kommentarer av henne.
von Walterstorff var en pionjär inom svensk textilforskning och 1925 genomförde hon den tekniska analysen av ”Gerumsmanteln”, bronsåldersmanteln från Västergötland och hon kom därefter att anlitas som självständig forskare vid flera liknande avancerade uppdrag. Efter sin pensionering från Nordiska museet 1933 publicerade hon sitt mest betydande verk, Svenska vävnadstekniker och mönstertyper, en kulturgeografisk undersökning 1940. Bakom verket som innehåller över åttiotalet utbredningskartor med utförliga kommentarer, ligger ett helt livs samlingsarbete. Som stafflikonstnär utförde hon porträtt i miniatyr och medverkade bland annat i Föreningen Svenska Konstnärinnors utställning på Liljevalchs konsthall 1917. von Walterstorff är representerad vid Nordiska museet.